# 空ノ鐘の響く惑星で
『空ノ鐘の響く惑星で』（そらのかねのひびくほしで）は、渡瀬草一郎による日本のライトノベル。イラストは岩崎美奈子が担当。電撃文庫（メディアワークス）にて2003年12月から2007年7月まで全13巻が刊行された。また、台湾でも『天空之鐘響徹惑星』の題名で翻訳され、2007年8月から2010年3月にかけ本編12巻が台湾国際角川書店から刊行されているが、外伝は翻訳・発売されていない。

## 概要
渡瀬がパラサイトムーンの執筆後に手掛けた三作目となる作品。巨大な黒い柱である「御柱（ピラー）」がそびえるソリダーテ大陸を舞台とし、大陸東方のアルセイフの第四王子「フェリオ・アルセイフ」、神殿勢力の総本山たるウィータ神殿から友人であるフェリオのもとへ訪れた「ウルク・ティグレー」、そして「御柱」の中から現れた少女「リセリナ・エリニュエス」を含む「来訪者（ビジター）」らをはじめとする様々な登場人物の行く末を描いている。
中世をモチーフにした異世界をベースにSF要素が混在するという作風は、2002年末（パラサイトムーン5巻刊行後）に担当から「次は戦記物っぽいファンタジーでどうか」と提案されたのがきっかけである。渡瀬本人は「（書くのが）あまり好きではない」と乗り気ではなかったが、担当の「そっちのほうが向いている」という説得により草稿を練り、一年かけて世界観を固めて1巻を書き上げ、最終的には12巻+外伝1巻という長編シリーズとなった。
『このライトノベルがすごい!』作品部門では2005年版で7位、2006年版で4位、2007年版で9位をそれぞれ獲得している。

## あらすじ
リセリナの来訪 - 国王暗殺・内乱終結（1巻 - 4巻）
アルセイフ王国の第4王子フェリオは、フォルナム神殿に親善大使として滞在していた。ある夜、フェリオは御柱（ピラー）から現れた少女リセリナと出会う。リセリナは現状をつかめず混乱し、フェリオに追われるうちに獣の様な人格へと豹変、その身体能力を駆使して神殿の外へと逃亡してしまう。捜索にあたった神殿騎士リカルドの手に落ちそうになるも、フェリオの介入によってリセリナの救出に成功し、神殿騎士団の追手からもフォルナム神殿の柱守シルヴァーナの手引きで逃れる。翌日に神殿へ戻ったフェリオとリセリナは、蛇の頭を持つシャジールの司教コウ・シェルパに別の世界から御柱を通ってやって来る来訪者（ビジター）の事を教えられ、神殿の保護下でこの世界に適応するために教育を受けることとなる。
リセリナが神殿に戻って数日後、ウィータ神殿からは司教カシナートを始めとする高位の神官が特使として訪れ、フェリオはカシナートに同行して来た幼少からの友人であるウィータ神殿の司祭ウルクと、彼らウィータの神官の警護を担う王宮騎士団長ウィスタルと再会する。その翌日、アルセイフからは礼拝のため国王ラバスダンと皇太子ウェインが訪れるが、御柱から新たな来訪者たちが出現し王と皇太子を殺害してしまう。フェリオの剣技により全身鎧の巨漢を仕留めるが、リセリナと同じ顔を持つイリスに王族を直接手にかけたパンプキンを始めとする来訪者の一味は神殿から逃走する。リセリナも、自分を殺しに来た者が王族を殺したという罪悪感から、イリス達を追い行方をくらます。
一方逃走したイリス一味は、両親を亡くし一人で猟師を営む少年エンジュの元に身を寄せ、「天からの遣い」と偽って共同生活を送っていた。だが、カシナートにより派遣されたリカルドに自分達と手を組むよう誘われ、来訪者たちの身を案じるエンジュの制止を無視してカシナートと合流、フォルナム神殿に潜みつつリセリナの命を狙う。
王と皇太子の死で王宮は揺れる。王としての資質に不安のある第2王子レージクか、まだ2歳の皇太子の息子のどちらを王位につけるかで政府は二分する。その最中に行われた王の散灰を行う王の断崖で、レージクに近い立場にある者達が巨大な玄鳥の襲撃で崖から落とされ暗殺される。この事件をきっかけに、家族を失い怒りにとらわれたサンクレット家の嫡子クラウスはレージク陣営に回り、正妃マリーベルに政務卿ダスティアを始めとする反レージク派が拘束され、どちらにも与さぬウィスタルも騙し討ちに近い形で逮捕されてしまう。事前にシルヴァーナから得た「北の大国タートムの玄鳥を操る間諜」の情報に加え、合流した外務卿ラシアンからの「レージクの出自と王家への恨み」から、フェリオ達はレージクがタートムに国を売り渡そうとしている事を悟る。
国を滅ぼそうと画策するレージクに対して、ラシアンらの反レージク陣営は王都を離れ、反抗姿勢を明確にする。一方、フェリオは王都に留まり捕われのウィスタルやダスティアを救出しようと城に潜入するが、レージクに協力するタートムの間諜シズヤの罠にはまり、逆に正妃暗殺の濡れ衣をかけられた上に暗殺者の毒で昏睡状態に陥り、クラウスの指揮する部隊に隠れ家を包囲されてしまう。しかし、ウルクと交流のある老司祭エヴァの応急処置やウルクの看病、そして自身の資質もありフェリオは奇跡的に回復、そしてクラウスの友人ベルナルフォンやクラウス配下の商人ロセッティらの協力によって何とか王都の脱出に成功。玄鳥を駆るシズヤの追撃も切り抜け、シルヴァーナと合流していたリセリナとも再会する。
ラシアン卿の領地にて着々と準備を進めるフェリオたちは、ウルクの故郷であるジラーハが同盟国のタートムを支援する方針であることを知る。フェリオはウルクの将来を案じカシナート達と合流するよう諭すが、シルヴァーナからの依頼とそれに応じたウルク本人の意思により、柱守の協力者としてフォルナム神殿に戻る。ラシアン卿の説得により兵力は徐々に増え、ダスティア卿の息子アゴール率いる部隊とも合流。混乱を狙って襲撃した玄鳥と暗殺者も、リセリナと徴兵に志願していたエンジュの活躍で防がれ、その事がきっかけでフェリオ達とエンジュは親交を深める。
玄鳥襲撃の翌日、王都前の平原に陣を構える反乱軍と、クラウス指揮のもと王都で守りを固める王国軍との戦闘が始まる。戦況そのものは反乱軍側に終始部があったが、クラウスの策にはまり兵は疲弊し糧食はほとんど焼かれ、軍の維持が困難な状態にまで追い込まれる。しかし、リセリナの助けや敵の裏をかく戦術によりアルセイフ城へ突入、ついに王都を奪還することに成功する。最終的にレージクはシズヤの凶刃に自らかかり死亡。クラウスは捕縛されるも当人や生家の事情を鑑みて、謹慎という異様に軽い処分に落ち着くこととなる。
一方、フォルナム神殿ではカシナートが呼んだ新たな神殿騎士団が到着。フォルナム神殿と柱守ら北方民族との関わりを背任行為とされ、コウ司教の拘束に加えて自治権を剥奪されフォルナム神殿は封鎖されてしまう。

ウルク失踪・記憶喪失 - タートムとの戦端（5巻 - 8巻）
カシナートの周囲を探っていたウルクは、カシナートとイリスの密会を偶然目撃した所を捕まり、来訪者のシアの能力で記憶を封じられイリス達の後ろ盾とされてしまう。フォルナム神殿を密かに脱出した神官らから、フォルナム神殿の封鎖とウルク失踪の事実を聞かされ、フェリオ達は至急フォルナム神殿へ赴く。しかし、 ウルクは身柄が保護されるも記憶を失っている事を知りフェリオはショックを受ける。フェリオは茫然自失となっていたが、リセリナの指摘で記憶喪失の背後にイリス達の関与がある事を知り、彼女の救出とフォルナム神殿解放のため神殿に留まる。
カシナートとの交渉内容を話し合うフェリオ達は、ジラーハと小競り合いを繰り広げる西の大国ラトロアから、叔父のウィスタルを訪ねて来た剣士ハーミットと出会い、神殿勢力を狙うラトロアの実態を知る。拘束されたフォルナム神殿の神官たちを取り戻すため、ジラーハとラトロアの実情を踏まえたうえでカシナートと交渉を行い、タートムとの決着がつくまでフォルナム神殿制圧の判断を保留させる事に成功する。しかしその矢先に、突然御柱から不気味な大量の兵士たちが現れる。
ラトロアから送り込まれた屍の兵たちへの対処に追われるが、御柱から際限なく現れる屍の兵たちに疲弊していく騎士たち。対処しきれぬ屍の兵に苦慮したフェリオとカシナートは、コウ司教へ事態の収拾を依頼、彼はシャジールの力で御柱の機能を停止させる。そして、コウ司教は御柱の機能を正常に戻すという目的のもと、ラトロアの二重スパイとして暗躍していたシズヤにあえて攫われる道を選ぶ。イリスたち来訪者もシズヤからラトロアに寝返るよう誘われ同行するが、イリス達の中で最も良識的なムスカはシアを伴い離反、逆にイリス達を追ってフェリオと行動を共にするエンジュは周囲の制止を振り切って飛び出し、イリスとシズヤの意に反し玄鳥に掴まれる形でイリス達に同行する。そしてウルクは、屍の兵たちとの戦いの最中で記憶処置へ抗った副作用により意識を失い、ムスカの治療により一命を取り留めるが感情や意思を失った状態になってしまう。
一方、フェリオ達がフォルナム神殿へ赴いている間に、タートムの貴族カルバイ卿率いる軍勢が国境のザルク砦を占拠し宣戦布告する。国境の貴族令嬢ソフィア率いる間諜たち、国境へ赴きソフィアの父である老将バロッサと共に戦うベルナルフォン、弟のフェリオに替わり王位に就いた元第3王子ブラドー、王を補佐するため同行するクラウスなど、様々な人物が祖国を護るために奮戦するも、来訪者の腕輪の力を使い玄鳥を駆るシズヤ達の暗躍でアルセイフ陣営は追い詰められていく。しかし、裏切り者のシズヤ達を止める為に現れた北方民族と、彼らと共に国境まで飛んで来たフェリオらの加勢で形勢は逆転。シズヤたち間諜はラトロアへ撤退し、カルバイ卿は最期まで戦い戦死する。
フェリオへの強い思慕の念から感情を失ったウルクも、フェリオが国境へ赴く間にムスカとシアの治療により記憶を取り戻す。

アルセイフ王国舞踏会 - メビウスとの決着（9巻 - 12巻）
タートムとの国境戦からしばらくして、王族の訃報や騒乱が続き自粛していた舞踏会が開催されることとなる。その裏ではラトロアの間諜を率いる仮面の男メビウスが、アルセイフ王国内に潜入しており、屍の兵の混乱で死んだと思われた元神殿騎士リカルドを密かに仲間に引き入れる、軍閥貴族グレナデンへの虚偽の暗殺予告を仕掛け混乱を狙うなど暗躍する。舞踏会当日には部下と共にアルセイフ城へ潜入、舞踏会に参加していたフェリオへ接触し暗殺を謀る。リセリナや周囲の騎士らも駆けつけ包囲されても余裕の態度を崩さず、自身が装備する腕輪の能力でフェリオ達はまとめて無力化されるも、メビウスと因縁のあるハーミットの助太刀とそれに合わせたフェリオの連携で撃退に成功する。だが、フェリオの攻撃で外れた仮面の下の素顔が、約150年前に御柱から現れた来訪者にしてリセリナの養父エルシオンに瓜二つであることにリセリナは驚愕する。

## 登場人物

### 主要人物
フェリオ・アルセイフ
アルセイフの第4王子。16歳。アルセイフの親善大使としてフォルナム神殿に赴く。幼少より剣聖ウィスタルから剣の指南を受けており剣の腕も確かで、時に来訪者でさえ驚嘆するほどの人間離れした剣技を見せる事も。母は幼い頃に亡くしている。兄レージクによる強引な即位と逮捕劇に際して挙兵、反乱軍を指揮。ときに身分を省みず真っ直ぐに行動に出てしまうため、リセリナやウルクからは「危なっかしい」などといわれる。混乱真っ只中の王城に忍び込むなどの大胆な行動もとったことがある。恋愛に関しては王族の末弟であり、父と母が「あまり仲良く見えなかった」ため、人に恋する事や家族という概念をどう理解していいかが分からない模様。その背景にはフェリオの出生、つまり母とウィスタル・ベヘタシオンの関係が大きく影響している。
『このライトノベルがすごい!』男性キャラクター部門では2005年版で9位を獲得している。
リセリナ・エリニュエス
御柱によって本作の舞台とは異なる世界から現れた、長い黒髪が特徴の少女。16歳。作中に登場する他の来訪者とは違い、自らの意思ではなく生存本能によってのみ昇華状態に変化する。昇華状態の時は意識がなく、敵対するものには攻撃をするが、フェリオにだけは懐いている。遺伝子操作が加わっており基本的な身体能力も高く、傷の治癒能力も高い。腕輪を用いた昇華方法が確立される前のプロジェクト「エリニュエス計画」で生み出されたイリスのクローンで、彼女の不完全な昇華もこの計画によるもの。被検体の中の唯一の生き残りだったが、エルシオン博士に引き取られ養女となる。
ウルク・ティグレー
フォルナム神殿への来賓としてウィータ神殿から訪れた司祭。16歳。空色の長い髪と瞳を持つ芯の強い少女で、神姫ノエルの妹。8歳の頃から一年間アルセイフに滞在していたため、その頃からフェリオとの親交があり、ウィータ神殿に戻った後もフェリオとの文通を続けていた。しかし、父が着ていた神官衣を羽織り髪も短くしていたため、フェリオはフォルナム神殿でウルクと再会するまで、彼女のことを男性と勘違いしていた。
内乱が本格化する前にシルヴァーナの提案により、北方民族に協力するためにフォルナム神殿に戻りカシナートの身辺を探っていたが、カシナートとイリスの会話を聞いてしまったためシアの能力によって記憶を封じられてしまう。その後、フェリオへの復讐を企てるリカルドや、アルセイフとジラーハ間の混乱を狙うシズヤに立て続けに命を狙わる。それらの企みはパンプキンやフェリオ達の尽力により防がれたものの、屍の兵団による混乱のさなかに記憶処置へ対抗した副作用である「針の穴」によって意識を失う。
イリス達から離反したムスカの治療で一命はとりとめたものの、自我や感情を失った人形の様な状態になってしまう。その記憶と人格の復元は不可能と思われたが、タートムとの戦争の間にムスカがシアの能力を利用して行った一種の逆行催眠が呼び水となり、奇跡的にその記憶を取り戻すことに成功する。
ウィスタル・ベヘタシオン
アルセイフ王宮騎士団団長、40代後半。"剣聖"と称される程の剣腕を持つ。ラバスダン王と親交が深く、ラバスダン自らウィスタルに士官を勧めた。元々は刀の使い手であったが、フェリオに自身の愛刀を授けたため、現在は騎士剣を用いる。元はラトロアの出身であったがビリアナの出身であると偽っていた。本名はウィスタル・エアルだが、現在は義父としていた師匠のオズマ･ベヘタシオンの姓を名乗っている。昔、北方民族と共に戦いをしたことがあった。
ディアメル
王宮騎士団団員。フェリオと同じくウィスタルの愛弟子。南方の血を引く浅黒い肌、黒い髪の女性。すばやい剣撃を得意とする。何かとライナスティと漫才コンビのような会話を繰り広げる。
ライナスティ
王宮騎士団団員。フェリオと同じくウィスタルの愛弟子。短い金髪。その剣は守りや駆け引きに長け、相手の注意を引く・引き分ける事にかけては右に出る者がいない達人。絵が上手く細工物も得意で、はては開錠も行うなど様々な特技があり、そのすべてを把握している人間はいない。当の本人は自分を「商家の三男坊」などと言うが、周囲からはあまり信じられていない様子。
その正体は、アルセイフの隣国シビュラにて臣下に下った第3王子の息子で、幼少時に名の知れた暗殺者から「月の精」と呼ばれる奥義を仕込まれており、敵の強さに応じて自然体で技を反射するという並外れた技能を会得している。本人にはまるで自覚はないがその強さは本物で、優れた剣士であるハーミットから「フェリオやウィスタルとは違った意味での“化け物”である」と評されるほどである。
エンジュ・シェパード
狩人の少年、16歳。両親はおらず、狩りや弓矢の製作をすることで生計を立てていた。イリスたちが突然家にやってきたことから、来訪者たちと繋がりができる。ローム家の領民で、外務卿が反乱軍を立ち上げた際に兵に志願したことから、フェリオたちと知り合う。弓の腕は達人級。
シルヴァーナ
神域の町に住む錬金術師。フォルナム神殿直属の間諜である。北方民族の出身で、本名はユキノ。玄鳥「フウガ」を操る。シズヤに手引きされたタートム軍により住んでいた集落を全滅させられている。

### アルセイフ王国

#### 王家
ラバスダン・アルセイフ
アルセイフ王国国王、50歳。やや気弱な性格だが公平で思慮深く、臣下からの信頼に厚かった。4人もの妃を娶っているが決して好色家ではなく、第4妃を除けば有力貴族から押し付けられる形の政略結婚の意味合いが強い。為政者としては優秀な人物だが、ダスティア卿いわく「血筋をひどく軽視する悪癖の持ち主」でもある。王家の血筋というものにあまり執着せず、国さえ治まるなら誰が王でも構わないと思っていた節があり、その気質がレージクとフェリオの生い立ちにも深く関わっている。
「王でいることに疲れた」という理由で、空ノ鐘が鳴った後の慣習であるフォルナム神殿へ礼拝を済ませた後に退位する予定だった。しかし、御柱に面した祭殿に入り参拝を行うタイミングで、御柱から現われたパンプキンに殺害されてしまう。
マリーベル・アルセイフ
ラバスダン王の正妃。55歳。カリウス家の出自でありダスティア卿とは従兄妹にあたる。嫉妬深い性格で、若く美しい第4妃フレイアを特に目の敵にしており、その息子であるフェリオにも同様に険しい態度を取り続けている。
王の断崖での暗殺事件の後、クラウスによって暗殺の主犯としてダスティア卿共々捕縛される。フェリオとライナスティが偵察のためにアルセイフ城へ忍び込んだ際に、地下牢に投獄されている所を発見されるが、フェリオたちに罪を着せる目的でシズヤに殺害される。
ウェイン・アルセイフ
ラバスダン王の長子。32歳。顔は若いころのラバスダン王に似ているが、性格は母親に似て猜疑心が強く貴族である事へのプライドを精神の支えとし、常に他者を見下す一方で決断力に欠ける側面を持つ。
ラバスダン王は数か月前から実質的に引退状態で、ウェインの元で政権が動いていた。そのため、ラバスダン王と共にフォルナム神殿への礼拝を済ませたら、退位の詳細を詰める予定だったが、父と同じく祭殿でパンプキンに殺害される。
ラウナ・アルセイフ
ウェイン皇太子の妻。27歳。2歳の息子アーベルトがいる。カリウス家と縁がある。マリーベルと同じく、地下牢に投獄され眠っていたところを息子共々シズヤに殺害される。
レージク・アルセイフ
アルセイフ王国第2王子。26歳。放蕩癖が酷く、性根が酷薄。幼い頃に皇太子の代理としてタートムへ招かれた時の経験に加え、レヴィーアが実の母でなく、ラバスダンの子でもないと知ってしまったことが性格に影響しており、アルセイフ王家への恨みと同時にタートムで出会った老人への罪悪感を抱いている。タートムと組みアルセイフの亡国化を狙い、王の断崖での暗殺計画を実行。失意のクラウスを自陣営に引き込み、皇太子の息派を次々に投獄する。
内乱ではクラウスの戦略もあり反乱軍に対し優位に立つが、前線を味方に任せて王宮騎士団でアルセイフ城に奇襲をかけるというフェリオの策により形勢が逆転、城は制圧されクラウスも捕縛された事により敗北。玉座の間で待ち構えフェリオへ本音を吐露したのち、口封じに現れたシズヤのナイフを甘んじて受け入れる。フェリオにタートムの侵略が近いことを打ち明け、今わの際にタートムで出会った老人への贖罪の言葉を漏らしつつ息絶えた。
レヴィーア・アルセイフ
レージクの母で、ラバスダン王の第2妃。サンクレット家の出自でありガートルード卿は彼女の兄にあたる。正妃マリーベルいわく石女だったらしく、マリーベルへの対抗心・虚栄心から自身とも王家とも血の繋がりがないレージクを第2王子として仕立て上げた過去を持つ。王の断崖にて玄鳥によって暗殺される。
ブラドー・アルセイフ
アルセイフ王国第3王子。19歳。気弱で病弱。容姿はラバスダン王に良く似ている。内乱の真相を知った際にレージクの殺害を企てるなどの行動力もある。内乱鎮圧後に正式に王に就任、周囲を驚かせるほどの賢王ぶりを発揮する。
ロデリア・アルセイフ
ブラドーの母で、ラバスダン王の第3妃。カリウス家につながる名門貴族の出自で正妃と皇太子の息に近い立場ではあったが、息子のブラドーの出世を条件にレージクの派閥に加わる予定だったとされる。王の断崖にて玄鳥によって暗殺される。
フレイア・アルセイフ
フェリオの母親。零落していたハーメス家の出自であったが、グレナデン家に嫁ぐ直前のタイミングでラバスダン王に娶られる。フェリオを生んですぐに亡くなってしまう。容姿はフェリオに良く似ている。
アスティナ・アルセイフ
フェリオとリセリナの娘。他の子供と比べやたらと運動神経が良い。
リグルス・アルセイフ
フェリオとウルクの息子。他の子供と比べやたらと頭が回る。

#### 政府
ダスティア・カリウス
アルセイフ王国政務卿。60歳。王の断崖での暗殺事件に関わったとして投獄されてしまう。内乱後は息子のアゴールが政務卿の代理として、自身は休養を取りつつも半ば隠居状態になり、その後完全に引退した。
ガートルード・サンクレット
アルセイフ王国軍務卿。58歳。クラウスの父。王の断崖にて玄鳥によって暗殺される。
ラシアン・ローム
アルセイフ王国外務卿。50歳。真に国のことを考える清廉な忠臣で、王位継承問題に絡み中立を貫いていたが、レージクの強引な王即位や政務卿など重要人物の逮捕を理由にフェリオ達とともに首都を出奔し、自領にて反乱軍を結成。内乱沈静後は再び中立を貫く。
クラウス・サンクレット
サンクレット家長男、26歳。若い頃から交易会社を経営し、その規模は国内最大規模となっている。王位継承問題において初めは「3年で“倒産”しそう」と、レージクを見限っていた部分があったが、王の断崖での暗殺事件からはニナを死に追いやった正妃たち（事実は大幅に違うが）や、その溺愛する妹を守れなかった自分への怒りから、一転してレージク陣営の中枢にいたり、反乱軍と対抗する。内乱終結後は、家柄上レージクに協力せざるを得ない立場であることや、反乱軍の協力者であるロセッティが報酬を固辞する代わりに減刑を求めた事もあり、情状酌量が認められ謹慎処分を受けるに留まる。
ニナ・サンクレット
クラウスの義妹。18歳。急死したサンクレット家の親戚の1人娘で、クラウスとは本来はとこの関係にあたる。レージクの許婚でもあり、サンクレット家へ養子に入ったのも「王家へ嫁ぐなら家柄は少しでも良いほうがいい」という、親戚一同の思惑が働いた結果である。兄クラウスは彼女のことを妹として溺愛しているが、ニナ自身はクラウスを異性として愛している。
王の断崖にて玄鳥によって暗殺されたと思われていたが、奇跡的に意識不明の状態で命を取り留めており、イリス達を探して単独行動をしていたリセリナによって川から助け出され、そのリセリナ共々猩々の群れに囲まれていた所を玄鳥に乗ったシルヴァーナに救助される。その後、王都にほど近いマゼットの街の施療院に運び込まれ、10日間生死の境をさまよった末に無事意識を取り戻す。
アトナーグ・サンクレット
クラウスの祖父。現在は領地において療養中。
ベルナルフォン・レスターホーク
サンクレット家に縁のある軍閥の下級貴族。顔にやけどを負っており右目を眼帯で覆っている。28歳、独身。クラウスの親友。内乱の際、挙兵したフェリオ達に従い反乱軍に参加。その際の貢献を認められ新設の役職、軍務審議官に任命される。その後タートム侵攻に対する増援部隊の指揮官に抜擢、幾多の協力を経て無事使命を果たす。
ロセッティ
サンクレット交易の社員で、クラウスの部下。非常に有能な商人。40歳。内乱の際のクラウスの異常さに気づき、彼の目を覚まさせるため反乱軍に参加、協力をする。内乱が終結した後も、サンクレット交易の力でアルセイフが買い取る為の神鋼製の武器を集めるなど、軍備の増強に一役買っている。
内乱で共に行動した縁でベルナルフォンとも親交を深めており、彼の過去の悲劇を知る唯一の人物でもある。
アゴール・カリウス
ダスティア政務卿の長男。40前の小柄な男。父ダスティアがレージク陣営によって逮捕され、反乱軍に参加。内乱終結後は父親に代わって政務卿の代理を務め、後に正式に後任の座についた。
マグナス・グレナデン
軍閥の一族であるグレナデン家の現当主、でっぷりとした老人。サンクレット家とは確執があったが、内乱時は政務卿の地位をちらつかされたことでレージク陣営に協力。内乱終結後は第3王子ブラドーを支持し、その様子を周囲からはただの保身と見られているが、本人は「次代の王にフェリオを支持しない事」は臣下として当然の選択と感じている。
彼の父は、かつてフェリオの母フレイアを妾に迎えようとしたことがあり、その際のラバスダン王が第4妃として迎える強引なやり方から、「フェリオは恐らくラバスダン王の子ではない」と漏らしている。彼の父が、盗賊の様な者を雇って時には盗聴じみた事もやらせた結果、王宮内の噂に非常に明るい人物だった事もあり、マグナス本人も父の言葉を信じている。このフレイアを巡るいざこざもあり、フェリオに対してはあまり良い印象を持っていない。
ブラドーが無事即位し、マグナス本人も胸をなでおろして地道に仕えていこうと達観していたが、アルセイフに潜伏していたメビウスとエイミーの虚偽を含めた殺害予告により疑心暗鬼に陥り、真に中立な官僚と認識するラシアン卿に助けを求める。ラシアン卿の助言のもとで近衛騎士団に警護されていたが、命を狙われているという極度の緊張・心労から心筋梗塞を発症し死亡する。
バロッサ・アーネスト
国境のザルク砦を守るアルセイフの老将、60代。ラバスダン王とラシアン卿の承認のもとで間諜達を組織しており、ラシアン卿の依頼でリセリナの身辺調査を行ったこともある。また、彼自身は小太刀の二刀流を用いる剣術の達人でもあり、尋常ならざる勘働きと暗殺を生業とするシズヤ達ですら翻弄する身のこなしを武器とする。
ウィスタルとも親交があり、若い頃は彼と手合わせをした事もあるが、ほとんど太刀打ち出来なかったという。外伝では庭師をやっていてアスティナとリグルスが城を脱走する時許可を出す役割をしている。
ソフィア・アーネスト
バロッサの娘、19歳。愛馬「ノクターン」を操る。父バロッサの組織した間諜たちを現場で指揮する隊長格を務め、隠密行動・武術の腕前は共に高いレベルにある。十二巻でブラドーの正妃になる
オーグレット・サイロム
エフリード砦の太守。非常に保守的。
サンベル・フラナー
タートム侵攻に対する増援部隊の副官。内乱の際にも反乱軍に加わった経験を持つ。彼の父はバロッサを高く評価しており、見識も高かった模様。

### タートム王国
モーフィス・ルメイシーズ
アルセイフ侵攻軍の先遣部隊の武将。根は熱く勇猛果敢だが、普段は冷静沈着を装う。腕を骨折してもなお戦場に出るなど、使命感が強い。
カルバイ・ウォーレンバーグ
アルセイフ侵攻軍の総指揮を務めるタートムの大貴族。ラトロアの台頭を前にし、自国民をアルセイフの土地に移住させることを夢見る。

### ジラーハ

#### ウィータ神殿
ノエル
ウルクの姉にあたる。神姫と呼ばれる、神殿勢力の象徴的存在。少々浮世離れした雰囲気を持つが、裏での糸の引き方も心得ている。
カシナート・クーガ
名門クーガ家の長子。26歳にしてウィータ神殿の司教と信教監査院院主を勤める、大変な切れ者。神姫ノエルからは大陸東方の政治判断において絶対の信任を受けており、ウィータ神殿内の発言力も相応に大きい。ジラーハの国益を第一に考え、その為の布石を打つことに躊躇いを見せない人物で、非情な判断を下すこともいとわないが、部下である名無しが屍の兵となっている事を知り怒りをあらわにする一面を見せるなど、その本質はただ冷徹なだけの人間ではない。
ラトロアの台頭を受け、ジラーハと同じくラトロアと国境を接するタートムを支援するため、タートムに敵対する北方民族とフォルナム神殿の繋がりを絶ち、浮いた分の輝石をタートムへ横流しする為にアルセイフを訪れる。ラバスダン王らを殺害し騎士たちと渡り合うイリス達ともその時に遭遇し、神殿の規律に反すると理解した上でその高度な技術を軍事利用目的で手に入れようと画策し、アルセイフ国内のイリス達の潜伏先へリカルドを派遣して自分の元へ秘密裏に迎え入れた。タートムへの支援も、シズヤを介したカルバイ卿の「可能ならフォルナム神殿を制圧してほしい」という要請に応じ、神殿制圧へと舵を切っていく。
フォルナム神殿の神官達を拘束し、イリス達とのつながりを知ったウルクの記憶もシアによって消去させるなど、順調に目的を達成していくが、フェリオからの取引や御柱から屍の兵が現れる異変、そしてシズヤの手引きによるイリス達のラトロアへの離反が重なり計画は頓挫。これらの事態の急変を受けて、「ラトロアに対抗するためアルセイフと同盟を結ぶ」という方針で動いていく。
ヴェルジネ・ラティアス
カシナートの補佐役の司祭。22歳。
マディーン・ティグレー
ウルクの父。
ビランチャ・カラムナスフ
ウィータ神殿の司教。前信教監査院院主。"非情の調停者"と呼ばれる。かつては拷問吏を務めていた。
シュタインベック・クーガ
大司教。カシナートの父。現在の神殿勢力の中で、最も大きな勢力を持つと目される。

#### 神殿騎士団
ベリエ・バーミリオン
フォルナム神殿騎士団団長、32歳。カシナートが近衛を務めていた時からの知り合いであり、司祭の地位にある。元々は南方の神殿騎士団員の息子として生まれたが、両親は物心つく前に他界し同騎士団長に引き取られ戦場で育った。引き取った団長がただの戦力として扱った事もあり、10歳の時に初めて敵兵を殺害して以降めきめきと頭角を現し、17歳の時点で南方神殿騎士団で十指に入るほどの遣い手に成長する。育ての親が戦死し自分が団長になって以降も戦場を渡り歩いていたが、上官である司教の命令もなく独断で部隊を勝手に運用した挙句、その事を咎めた上官を殴り飛ばしたため、変事のないフォルナム神殿へ左遷されるという経緯を持つ。
生まれた時から戦いに身を置いていたために、闘争に飢えひたすらに戦いを好む戦闘狂と呼ぶにふさわしい性格の持ち主である。東方の国には剣聖と呼ばれる男が士官していると噂に聞いており、ウィスタルを実際に見て以降その実力を確かめたくて内心で戦う口実を探していた。カシナートとは「フォルナム神殿（および大陸東方）を掌握し次第、軍部に根回しして前線へ移動させる」という約束をしていたが、自身のいる大陸東方でも戦乱を起こせばいいとしびれを切らし、「リカルドをそそのかしてウルクを惨殺したうえで死体を晒す」という非人道的な手段を用いて、フェリオの側から戦うよう仕向ける策を実行に移す。
上記の策の成否を知る前に屍の兵による混乱が発生した際は、自ら率先して最前線で屍の兵を斬り倒し続けた。しかし自身の戦いを求める狂った気性から、揮発した屍の薬の効果に自ら溺れ、屍の兵に囲まれても一瞬で斬殺するほどの剣腕を持つ文字通りの戦闘狂と化す。周囲の騎士に手を出さないという条件で、フォルナムに来て以来の望みであったウィスタルとの死闘を繰り広げた末にウィスタルに重傷を与えるも、それよりも一瞬早く届いたウィスタルの一太刀により致命傷を負う。最期は自分よりも強い相手に全力を出して負けた事に心から満足し、悔いなく戦えた事とウィスタルへの感謝を告げて息絶える。
リカルド・バーゼス
フォルナム神殿騎士団副団長、20代半ば。陰険で粘っこい性格の持ち主で、剣術にもその性根が表れている。昇華状態となりフォルナム神殿から逃走したリセリナを捕らえて慰み者としようとするも、正体を隠したフェリオと戦い隙を突かれ敗北。以後復讐の機をうかがう。
内乱終結後はベリエの提案で、記憶喪失のウルクを辱めたうえで殺害しフェリオの目の届く所に死体を晒そうと暗躍するが、身を潜めてウルクを護衛していたパンプキンとの戦闘になり未遂に終わる。パンプキンに敗北し、部隊に戻っても発案者のベリエは自分を簡単に見捨てると悟り、屍の兵の混乱に乗じる形でフォルナム神殿から逃亡。その後、王都セイラムの貧民街で追いはぎ同然の状態まで落ちぶれた所を、「おもしろいくらいに眼が腐っている」との理由でメビウス・フロンダイトに利用価値を見出され、ラトロアまで連れていかれた末に屍の兵にされ、神姫への刺客として御柱（ピラー）に転送される。
ウィータ神殿での屍の兵の混乱では、死の神霊への命令が無事に実行された結果、量産される事なく御柱の側面から現れ、他の神殿騎士に紛れる形で神姫を殺害しようとするもその場に居合わせたフェリオに阻止される。量産されてないため肉体は劣化せず、転送の際に屍の薬の効果が増幅された結果、来訪者と同等以上の身体能力を持つに至り、フェリオ・リセリナ・ムスカの三人が同時に対峙しても苦戦を強いられた。アンジェリカによる加勢が入ってもほとんど意に介さず優勢を保ち続けたが、フェリオの頭部を狙った必殺の突きを紙一重で避けられ、逆にフェリオが同時に繰り出した突きで額を貫かれ絶命する。
レーヴェ・グレイスナイフ
男性と見まごうほどに鍛え上げた肉体を持ち、神鋼製の籠手を用いた格闘術を武器とする金髪の女騎士。”獅子の聖女”の異名を持ち、ネディア神殿騎士団長として南方の乱の鎮圧にあたっていたが、フォルナム神殿に滞在中のカシナートを補佐するために増援部隊を率いてアルセイフを訪れる。神殿騎士の中では上官の指示をより遵守する、理性的な性格の持ち主。
ウルク失踪の情報を集めようとしたシルヴァーナと対峙した際は、錬金術で調合した潤滑油に足を取られ身動きを封じられたものの、石畳に拳を突き立てるという方法で接近し、ベリエとの連携でシルヴァーナを負傷させるも、奥の手として隠し持っていた閃光弾によりベリエ共々目を負傷し結果的に取り逃がす。フォルナム神殿での屍の兵の混乱時には、際限なく御柱から現れる屍の兵を相手に奮戦し、イリスの命令で作戦設定を”殲滅”にして昇華したバニッシュ・パンプキンとの戦いでは、バニッシュの打撃を受けて負傷するも生き残る。屍の兵の混乱終結後には、戦死したベリエに代わりフォルナム神殿騎士団長に就任する。
トーラス・カントフェリ
キャルニエ神殿騎士団団長。戦斧を用いる傭兵風の男。
カルキノス・マリグ
神殿騎士。大剣を二本使う騎士風の男。
チェイニー・アルガレイ
神殿騎士。リカルドがウルクを襲う計画をフェリオたちに教える。故郷はジラーハで、戦乱を望むベリエを嫌っている。

### フォルナム神殿
レミギウス・バルトレー
フォルナム神殿の最高位の神師。フォルナム神殿の責任者。
コウ・シェルパ
フォルナム神殿の司教。シャジールの民。身体を緑色の鱗で覆われ、金色の目をしている。シズヤに攫われラトロアへ連れて行かれる。
エリオット・レイブン
13歳の少年で、フォルナム神殿の神官で、フェリオの世話役。少女のような顔立ちをしている。メイヤーに憧れを抱く。
メイヤー・バルトレー
レミギウスの孫娘で従者。
クゥナ・リトアール
フォルナム神殿の施療師。20代半ばの女性。リセリナの教育係を務める。
エヴァ・ラコナー
70過ぎの、恰幅のいい女性司祭。セイラム第9教会の責任者。元はウィータ神殿の神官だったがフォルナム神殿に転籍する。地元の住民からの信任は厚くセイラム第9教会は通称"エヴァの教会"と呼ばれる。

### 来訪者
イリス・エリニュエス
来訪者。短い黒髪。バークライト大佐の養女。リセリナたちクローンの元となった遺伝子を持つ。スフィアを使って遠距離の攻撃を行うが、すぐにフェリオに破壊され使用不能になってしまう。義父をリセリナに殺されたことからリセリナを恨んでいる。この世界で重ねた罪の重さを意識して自ら思いつめるが、エンジュとの出会いにより徐々に変わっていき外伝ではフェリオ達が見れば別人だと思うだろうと言われるほどになる。
パンプキン
来訪者。カボチャの被り物をしているが、それは来訪者の世界で作られた精密機械である。非常に細身で、人間離れした身体能力を持つ。いやに芝居がかった語り口調をする。バークライト大佐の護衛をしていた。就寝時であろうと被り物をはずすことは無く、いわく「我がこの被り物を外すときはまったく別な人生を歩むと決めたときであろう」との事。本編外伝では被り物をはずしておりまた、略称では無く本名の方を名乗っている。
ガーゴイル
イリス達と共に御柱から現れた、黒い鎧で全身を包んだ巨漢。実際は人間ではなく人工の生体組織も組み込まれた試作型の機械人形で、通信端末・分析装置・運搬や障害物の撤去・軽火器を防ぐ盾など、様々な後方支援を可能とする汎用性の高い機体である。
フォルナム神殿の御柱から現れた際は、パンプキンを飛び道具の様に投げ飛ばして攻撃するという連携も見せた。しかし自身の動きは鈍重で、拳を振り回しての攻撃はライナスティ達王宮騎士団の面々には効果が薄く、膠着状態となっていたところをフェリオの抜刀術で胴を斬られ、機能停止に陥る。
その動きを止めて以降はフォルナム神殿地下の霊安室に安置され、動力であるマテリアルコアはリセリナに回収、残された機体もイリスの腕輪の修理に部品を使われたほか、イリスのスフィアを無力化する妨害電波展開に意識を失ったウルクの治療と、様々な局面でムスカによって利用されている。
バニッシュ
来訪者。白皙の青年で、表情の変化に乏しい。その能力は名前の通り物質を消滅させることができる。イリスの護衛を務める。元いた世界に妻と子供がいる。イリス曰く唯一変われなかった人物。
カトル
来訪者。姿は見えない。バークライト大佐の護衛をしていた。大佐の実験である投薬による昇華の被検者に志願し、感情と言葉を失う。昇華の被検者になる前には妻と子供がおり、殺された妻と子供の復讐を最初にする事と引き換えに昇華の被検者に志願した。十二巻で死亡。
ムスカ・ブライトクロイツ
来訪者。エルシオンの助手をしていた研究者で、通称は教授。その名前は筋肉を意味し、父親に極端な肉体強化の被験者として扱われたため筋骨隆々とした体躯を持つが、来訪者の中でもっとも理知的。その容姿ゆえ老けて見られるが、実際は30代前半。
シア
来訪者。6歳ぐらいの金髪の少女。相手の無意識下における尋問や腕輪を使い記憶の消去を行うことができる。後にムスカの養女となり、アスティナとリグルスの教育係をやっていて脱走したアスティナとリグルスを追いかける姿は町の名物になっている。

### ラトロア

#### ラトロア
ハーミット・エアル
ウィスタルの甥。前国家元首ルースター・エアルの3男。諸事情により国許を出奔し、アルセイフに至ってフェリオたちと知り合う。その後、シルヴァーナとともに再び祖国へ赴く。剣の腕は確かで、刀を使う。非常に生真面目であるが、予定外の行動につめられるのが苦手な様子。
ルースター・エアル
ウィスタルの兄。前国家元首だったが、暗殺される。
リーブルマン
ハーミットやダルグレイの師匠。優秀な研究者。
ジェラルド・メイスン
ラトロアの現国家元首。
ユーディエ・メイスン
ジェラルドの娘。姿の見えないカトルを精霊だと思い慕っている。盲目だったがシアの力で見えるようになる。
ダルグレイ・バルトゥール
ラトロアの政治家。ハーミットの姉シスカの夫。
シュナイク・バルトゥール
ダルグレイとシスカの息子。
メビウス・フロンダイト
ラトロアの秘密警察を束ねる、仮面の男。同時に、シズヤ達のリーダー的存在である。腕輪を使う為に額を割って針状に加工した輝石を直接脳に届けるという処置を、実の父親の人体実験で受けている。その無理のある処置によりいつ死ぬか判らない状態で、寿命を延ばすために世界を壊してでも地球（ちきゅう）に行こうとした。

#### 間諜
シズヤ
タートムの間諜をしているが、実際はラトロアの間諜。北方民族の出身。赤みがかった玄鳥「ホムラ」を用いる。光の縄を作り出す腕輪を使用する。二つ名は「傾城のシズヤ｣。
エイミー
シズヤの部下にして妹分。エイミーは仮の名だが本名は不明。北方民族の出自ではなく、ラトロアの間諜であった両親を亡くした事をきっかけに、シズヤの元で間諜として育て上げられる。電撃を発生する腕輪を使用。
アカツキ
ラトロアの間諜。北方民族の出身。玄鳥「マイヒメ」を用いる。風刃と呼ばれる風の刃を生み出す腕輪で攻撃をする。
リョガク
巨体の男。二つ名は「錬気のリョガク」。朴訥な性格で、リセリナたちの世界で「コアシールド」と呼ばれる腕輪を持つ。

### その他
エルシオン・エアル
リセリナの義父。150年ほど前にフォルナムの御柱からこちらの世界に現れた。後にラトロアに渡り、エアル家の祖となる。もともと亡命者であったため、身の安全のために別名を数多く持っており、こちらの世界ではそれらを使い分け、研究者、芸術家、鍛冶師など様々な方面で目覚しい功績を残す。
タケオミ・オオトリ
タケオミ隊の隊長。
アスナ・シロヤマ
タケオミ隊の隊員。
クロード・サイジョウ
タケオミ隊の隊員。
キリヤ・アイスナー
日系人によって構成された部隊のメンバー。隊長のタケオミはムスカとも親交があった。北方民族の租ではないかと推測される。
バークライト・ディレイン
イリスの義父。薬学の権威であり階級は大佐。軍事技術の研究をしており、投薬によって脳から「腕輪を操作する物質」を分泌させて昇華を引き起こす研究を進めていた。エルシオンによる腕輪を用いた昇華の方法が確立され断念するも、腕輪の操作自体を研究の主題に変えて薬品の開発を進めていた。 その過程で様々な非人道的な投薬実験を行った末に試薬が完成するもいくつかの副作用は克服できず、薬品が実用化される前にリセリナに殺害される。
オズマ・ベヘタシオン
ウィスタルの剣の師匠で義父として共に各地を旅をしていた。シルヴァーナの父。故人。
ゴーダ・トレイス
本名はカイシュウ。北方民族の出身、柱守。講談師もしているが、本職は錬金術師。かつては刀鍛冶も行った。若い頃、タートムとの戦争の際には、ウィスタルとも肩を並べて戦った。

## 地名
アルセイフ王国（アルセイフおうこく）
首都はセイラム。フォルナム神殿をその国土内に有し、土地は肥沃、民は温和である。
王の断崖（おうのだんがい）
首都セイラムから東にある王家専用の狩場にある崖。高低差は1kmはあるとされ、崖の下には大河の支流がところどころに伸びている。崖上だけでなく崖下にも森林が広がっており、その光景を目にしたリセリナからは「緑の豊かなグランド・キャニオン」と例えられている。王が亡くなったときはここから遺灰を撒く伝統がある。
ザルク砦（ザルクとりで）
アルセイフ側のタートム国境に接する最前線の砦。規模は大きくなく斥候を目的としているが、内部はバロッサにより隠し通路などの様々な仕掛けが施されている。
エフリード砦（エフリードとりで）
国境付近のザルク砦から幾分離れた地にある砦。アルセイフ守りの要。タートムがアルセイフへ進行する上で必ず通らなければならない場所に築かれているため、戦略上両国にとって非常に重要な砦である。
ジラーハ
ウィータ神殿をその中心とする大国。サンフェデルをはさんでアルセイフの西側に位置する。
タートム王国（たーとむおうこく）
アルセイフ王国の北に位置し、ザカード神殿を有する。そのため神鋼の生産や工業技術は高いが、農業には向いておらず、幾度とアルセイフ王国の肥沃な土地を目指して侵攻をしてきた。貧富の差が激しい。
ラトロア
大陸の西方にある大国。首都、ラボラトリ。国家元首は選挙によって選ばれる。死の神霊の研究が行われている。
タリク
キャルニエ神殿を有し、ラトロアの南に位置する国。
ビスターク
ネディア神殿を有し、ジラーハの南に位置する国。
サンフェデル
アルセイフとジラーハの中間に位置する小国で、ジラーハの属国的立場。大道芸を愛する国民性で、盛夏の祭りでは大会も開かれ、旅人が他国からも集まる。
ソリダーテ大陸（ソリダーテたいりく）
アルセイフ王国のある大陸。ほとんどの国がこの大陸上に存在する。神殿を中心に国が形成されている。

## 用語
空ノ鐘（そらのかね）
この世界に浮かぶ青い月のこと。形はいびつな球形をしており、3本の線が縦に走っている。毎年夏の入り口に鐘に似た音が鳴り響く。その時、空にはオーロラに似た光の帯が空を覆う。アルセイフ王家は空ノ鐘が鳴るとフォルナム神殿に礼拝する習慣がある。空ノ鐘はシャジールの民の故郷の星。すでに滅びてしまったがシャジールの民がその罪を忘れぬように空に投影されているもので、実際には存在しない。
御柱（ピラー）
宙に浮かんだ状態で屹立する巨大な柱。未知の素材でできている。リセリナの世界では魔術師の軸（メイガス・シャフト）と呼ばれていた。御柱ごと性質の異なった輝石を産出する。その原石はマテリアルコアと同等の性質を持つ。
フォルナム神殿（フォルナムしんでん）
アルセイフ王国に隣接する神域に存在する。信仰対象は地の神フォルナムで、化身するときは樹木の姿をとると伝えられてる。また、大地を信奉しているため植物を神聖なものとしており、フォルナム神殿直轄のセイラム第一教会では壁面を這う蔦も設計の一部として取り入られている。教義はフォルナム教と呼ばれ神殿ごとに教義は異なるが、神姫の存在の認識については共通。
ウィータ神殿（ウィータしんでん）
「ウィータ」とは「生」を意味し、対義語は「アービタ」「死」。
ネディア神殿（ネディアしんでん）
水の神ネディアを信仰対象とする。
ザカード神殿（ザカードしんでん）
火の神ザカードを信仰対象とする。
キャルニエ神殿（キャルニエしんでん）
風の神キャルニエを信仰対象とする。
腕輪（うでわ）
高い技術力で作られた道具。光の刃を作り出す、筋力を増幅する、手で掴んだものを消失させるなど、様々な種類がある。マテリアルコアと呼ばれる、魔術師の軸を解析･コピーした物質をエネルギー源とする。腕輪の力を使うには装着者に対して事前に特殊な処置が必要であり、その処置は「装着者の脳に有機的な人工組織を移植する」という非常に手間がかかるもの。なお、腕輪はあくまで「マテリアルコアを用いる装備」のひとつであり、本作では登場こそしないが被り物・靴・義眼など様々な形状の装備が開発されている。
昇華
反応速度の向上・筋力のリミッター解除により身体能力を飛躍的に挙げると同時に、人の判断力を維持したまま感情や理性を抑えて意のままに動く兵隊と化す新技術。マテリアルコアから発生する化学物質を腕輪を介して脳に作用させ、昇華を引き起こすという方法が一般的である。昇華状態の持続は人体への悪影響が大きく、基本的にはあらかじめセットした時間が経過すると元の状態に戻る。
地球（ちきゅう）
リセリナのいた世界。この物語で語られる地球は舞台となる世界と異なる点がいくつかある。まず、この世界には御柱が5本存在するのに対し、リセリナのいた世界では魔術師の軸が1本のみが横たわった状態で発掘されているだけであり、また、空ノ鐘のような月は存在せず黄色く球形の月である。言語や文字も同一。また、地球とこの世界は時間の進行速度が異なり、地球の時間の平均900倍ほどの速さでこの世界の時間は経過する。
魔術師の災厄
リセリナが転移する5年前にあった事件。魔術師の軸を中心として一都市とそこに住む100万人が消失、行方不明になった。実際は、地球からこちらの世界へ来訪者として転移している。その記録は大昔過ぎてシャジールの民しかそのことを知らない。
輝石（セレナイト）
御柱が産出する特別な力を持った物質をシャジールの民が精錬することによって得られる無色透明の鉱石。御柱の数と同じ5種類が存在し、産出地によってその効果が変わる。例えば、フォルナム神殿は大地を肥やす「大地の輝石」、ザカード神殿は火力を高め、神鋼を作る材料ともなる「火の輝石」など。
調停の摂理（ちょうていのせつり）
ウィータ神殿の高位の神官が双方の言い分を聞き、その上で神官が争いを止めるために助言を行うこと。これを拒否することは神殿への侮辱、信仰への否定につながってしまうが、あくまで助言である為、その発言に強制力はない。
聖祭（せいさい）
フォルナム神殿で毎年行われている聖なるお祭で、いろいろな祭事が執り行われる。それに伴い多くの礼拝者が訪れる。
神鋼（しんこう）
火の輝石と生命の輝石とを炉に用いて鍛えられた、特殊な金属全般を指す。輝石の量と質、職人の腕、またその製造方法から純度は大きく変化する。そのため、最高級品と粗悪品の差は大きいがそれでも並みの武具よりもその質は上である。
他の輝石を加工の際に組み込むことによってごく稀に特殊な性質を付与することができる。最低でも二種類の輝石を使うため、必然的にウィータ神殿及びタートムにおいて最も流通している。なお、神殿騎士は神鋼製の武具を就任と共に支給され退任と共に返還している。
神殿騎士団（しんでんきしだん）
ウィータ神殿をはじめとする神殿を守護する軍隊で、東西南北の神殿へ派遣される騎士団はそれぞれの神殿の監視という役割も担う。元々の騎士の練度に加えて神鋼製の武具がウィータ神殿から支給されておりその戦闘力は非常に高いが、派遣先の神殿の管轄下に置かれてはいない立場からか団員の素行は悪い。そのため各神殿の神官や神殿を擁する国の民だけでなく、神殿のない国にまでその悪評は広まっている。
名無し（ななし）
信教監査院に直属する、ソリダーテ大陸全土に散らばって諜報活動を行う特殊な間諜。
柱守（はしらもり）
フォルナム神殿のコウ司教が用いる間諜。北方民族で構成されており、神殿と北方民族の長老連との連絡役も務める。個人を指す場合は「守人（もりびと）」の呼称が用いられる事もある。
錬金術師（アルケミスト）
錬金術は最先端の学問であると同時に、失われた知識の探求でもある。神殿勢力下では”異端”として扱われており過去には弾圧された時期もあり、現在では弾圧こそなくとも錬金術師は正規の民として認められてはいない。一方で大陸の西方を占めるラトロアは、錬金術を奨励、保護する国である。その知識を利することによってラトロアは大きく発展した。
死の神霊（アービタ・スピリット）
御柱と深い関りを持つ、御柱を思わせる質感の漆黒の球体。二千年ほど前にウィータ神殿の地下から持ち出され、現在はラトロアに存在する。御柱と同等の技術によって作られたと思われ、腕輪を使用できる者かシャジールの民が触れると何らかの作用を起こす。かつて五十対の腕輪を吐き出したことがあり、そのことから腕輪の力を指して「死の神霊」と呼ぶ場合もある。
その正体は、シャジールの民が作り上げた“多くの世界をつなぐ空間”の入り口で、御柱と魔術師の軸の機能を制御するコントロールシステムの役目も併せ持つ。
北方民族（ほっぽうみんぞく）
セブラズ山地の北部、アンゼ高原に住む民族。玄鳥を飼いならし自由に操ることができ、玄鳥は彼らにとって家族のような存在。タートム王国と対立しており、フォルナム神殿と繋がりが強く柱守として協力をする。長老を中心とした合議制が取られ、他国の戦いに介入せず常に自衛のみに徹する。
元々は何ら特別な力を持たない少数民族だったが、本編の年代から約500年前にこの世界を訪れた来訪者の特殊部隊がこの少数民族を迫害から救い、そのまま少数民族と共に生活するようになったため、優れた身体能力と屍の薬への耐性を備え、また玄鳥を手懐ける方法も会得するに至る。北方民族に合流した部隊が日系人で構成されていたこともあり、守り神のような存在である彼らに似た和風の名前を自身たちの風習として取り入れた。
玄鳥（げんちょう）
広くソリダーテ大陸に分布する鳥の一種、体全体は黒く知能は高い。大きさは生息地によってまちまちだが、セブラズ山地の奥に生息する種は最も大きく、2～3人は背中に乗せて飛行出来るほどの大きさである。
シャジール
さながら手足のある大蛇ともいうべき外見の種族。長大な寿命を持つ・御柱の異変の察知や輝石の査定を可能とする器官を備えるなど、ヒトとは大きく異なる性質を持つ。理知的かつ温厚な性格に加えて欲望という概念が非常に希薄な一方で、「仲間を護りたい」「人間に対して博愛精神で接する」ことに対しては強い渇望を持っており、その人となりは多くの人々から支持を受けている。主に中央のウィータ神殿周辺に住み暮らしており、フォルナム神殿には約200人のシャジールが在籍している。
来訪者（ビジター）
御柱を通って、リセリナのいた世界からやってくる人たちのこと。ソリダーテ大陸にはない独特の技術や知識を持っている場合が多く、その存在は公にはされていない。こちらの世界からリセリナのいた世界には行けた者は未だにいない。
エリニュエス計画（エリニュエスけいかく）
昇華の実用化のために軍の研究所の一つで進められていた計画。国際条約により禁じられていた人体製造により30人の実験用素体を生み出し、ある程度成長してから脳へ直接外科処置を施す実験を行い昇華を成功させようとしていた。しかし実験の過程で10人の犠牲を出しても良い結果は出ず、ラミエルス・カーチス（＝エルシオン・エアル）による腕輪を用いた昇華の実用化が確立された事により計画は中止。
リセリナを含む20人の実験体は証拠隠滅のために安楽死という処分が下されるが、リセリナだけは皮肉にも不完全な昇華が発動して逃げ延びた末に、軍の別勢力が派遣した制圧部隊に保護され、ラミエルスの所属する研究所に移された。
スキュラ
クラウスが玄鳥に対抗するために作らせた対空兵器。49本の矢を一斉に発射し、空中の広範囲を制圧する。王の断崖で暗殺事件が起きた後、ニナを殺した玄鳥を仕留める兵器の設計を部下に指示し、内乱が終結しニナの生存が判明して以降も開発を続けていた。
タートムとの戦いにて試作機が3両投入され、玄鳥の翼を射抜き落とす活躍を見せるが、タートム側の武将モーフィスの突貫により1両が使用不能になり、その混乱と防空網の隙を突いた玄鳥の空からの強襲でもう1両も大破してしまい、残った1両では制空権を握る事が出来ない状況に追い込まれた。
屍の薬（しかばねのくすり）
ラトロアにある死の神霊から大量に生成される白い錠剤。服用すれば脳が腕輪を操作するための特殊な分泌物を生みだし、腕輪の力を使う事が出来る様になるが、適性がなければ死亡・発狂するか屍の兵になってしまう。また、適性があったとしても「服用直後の強烈な眠気」「定期的に服用しなければ昏睡状態に陥る」「服用し続けると感情が徐々に希薄になっていく」という様々な副作用を持つ危険な品である。
元々は、バークライト大佐が昇華を制御する目的で研究・開発を進めていた薬品の一つ。当初の目的であった昇華の方法においては先に腕輪を用いた制御が確立されたが、服薬により脳を変質させて、処置をすることなく腕輪を使用可能にする事には成功していた。そのため、昇華のための薬から腕輪を制御するための薬へと研究の主題を変えて試薬を完成させたものの、いくつかの副作用の問題は解決できず、実用化に至る前にリセリナによってバークライト大佐は殺害されることとなる。
バークライト大佐が開発した薬には「ディレイン・エボリューション（De）」という識別記号が与えられており、死の神霊から生成される物には同識別記号のM型という意味を持つ「De・M」の刻印がされている。ジェラルドは服用時の副作用とこの刻印をもとに屍の薬（Dead Medicine）と名付けた。
屍の兵（しかばねのへい）
屍の薬に耐性がなかった結果、死こそ免れたものの感情や自我を失い廃人と化してしまった者たち。簡単な命令を理解して実行する程度の思考能力は残っている為、シズヤ達がアゴール卿暗殺の捨て駒として送り込んだこともある。メビウスとラトロアの研究者双方の見解では、「欲望が強い人間が屍の兵になる」とされる。
ちなみに、フォルナム神殿やウィータ神殿で大量に複製量産されて御柱の底面から現れた者たちは、体が脆く血液も色のついた水の様な薄いものとなっていたが、これは薬の効果ではなく、御柱による複製量産が速度を優先したものであり複製の精度が粗かったためである。
反乱軍
レージクとクラウスによるダスティア政務卿やウィスタルの逮捕に異議を唱え、強引に即位したレージクに反抗する軍。ラシアン外務卿やフェリオ、政務卿の長男アゴールが中心となる。
サンクレット交易（サンクレットこうえき）
クラウス・サンクレットが立ち上げた交易会社。はじめは蜂蜜などを扱っていたが、サンクレット家という家名の信頼力から取引き範囲を吸収、拡大した。アルセイフで最大級の交易会社となる。

## 既刊一覧
- 渡瀬草一郎（著）・岩崎美奈子（イラスト） 『空ノ鐘の響く惑星で』 メディアワークス〈電撃文庫〉、全12巻
  1. 2003年12月10日発売[14]、ISBN 4-8402-2487-0
  2. 2004年2月10日発売[15]、ISBN 4-8402-2603-2
  3. 2004年5月10日発売[16]、ISBN 4-8402-2686-5
  4. 2004年8月10日発売[17]、ISBN 4-8402-2758-6
  5. 2004年11月10日発売[18]、ISBN 4-8402-2846-9
  6. 2005年2月10日発売[19]、ISBN 4-8402-2938-4
  7. 2005年7月10日発売[20]、ISBN 4-8402-3084-6
  8. 2005年10月11日発売[21]、ISBN 4-8402-3181-8
  9. 2005年12月10日発売[22]、ISBN 4-8402-3241-5
  10. 2006年3月10日発売[23]、ISBN 4-8402-3348-9
  11. 2006年7月10日発売[24]、ISBN 4-8402-3485-X
  12. 2006年10月10日発売[25]、ISBN 4-8402-3589-9
- 渡瀬草一郎（著）・岩崎美奈子（イラスト） 『空ノ鐘の響く惑星で 外伝-tea party's story』 メディアワークス〈電撃文庫〉、2007年7月10日発売[26]、ISBN 978-4-8402-3914-1